# Mount Hope (Kansas)
Mount Hope – miasto w Stanach Zjednoczonych, w stanie Kansas, w hrabstwie Sedgwick.